# Wallander
A Wallander Henning Mankell svéd író, Kurt Wallanderről szóló detektívtörténetein alapuló brit televíziós sorozat. A  címszerepet, Wallander felügyelőt Kenneth Branagh alakítja. Az első – három epizódból álló – évadot az angol Left Bank Pictures, a svéd Yellow Bird és a BBC Scotland gyártásában sugározta a BBC One 2008. november 30-án, december 7-én és december 14-én. A regényekből több svéd feldolgozás is készült már, de ez az első angol nyelvű Wallander-adaptáció.
A felvételek eredeti helyszínen, a svédországi Ystadban készültek. Az Oscar-díjas (Gettómilliomos) vezető operatőr, Anthony Dod Mantle a brit televíziós sorozatok történetében először használt Red One digitális kamerát, melynek felbontása jóval túlszárnyalja a legkomolyabb digitális HD kameráét, s mozifilmes képminőséget hoz létre.
A második – szintén három epizódból álló évadot – 2010. január 3-tól vetítették, míg a harmadik – melyet Ystad mellett a lettországi Rigában forgattak – 2012. júliusában került adásba. A BBC berendelte a negyedik, egyben utolsó évadot is.
A sorozatot kedvezően fogadta a kritika, s hat BAFTA-díjat kapott, köztük a legjobb dráma sorozatáét, Branagh pedig a elnyerte a kritikusok díját is.
Magyarországon az AXN vetítette az első két évadot 2011. június 11-től és szeptember 20-tól; a harmadik évad premierje az AXN Crime-on 2012. december 24-én, az AXN-en pedig 2013. január 14-én volt.

## Szereplők

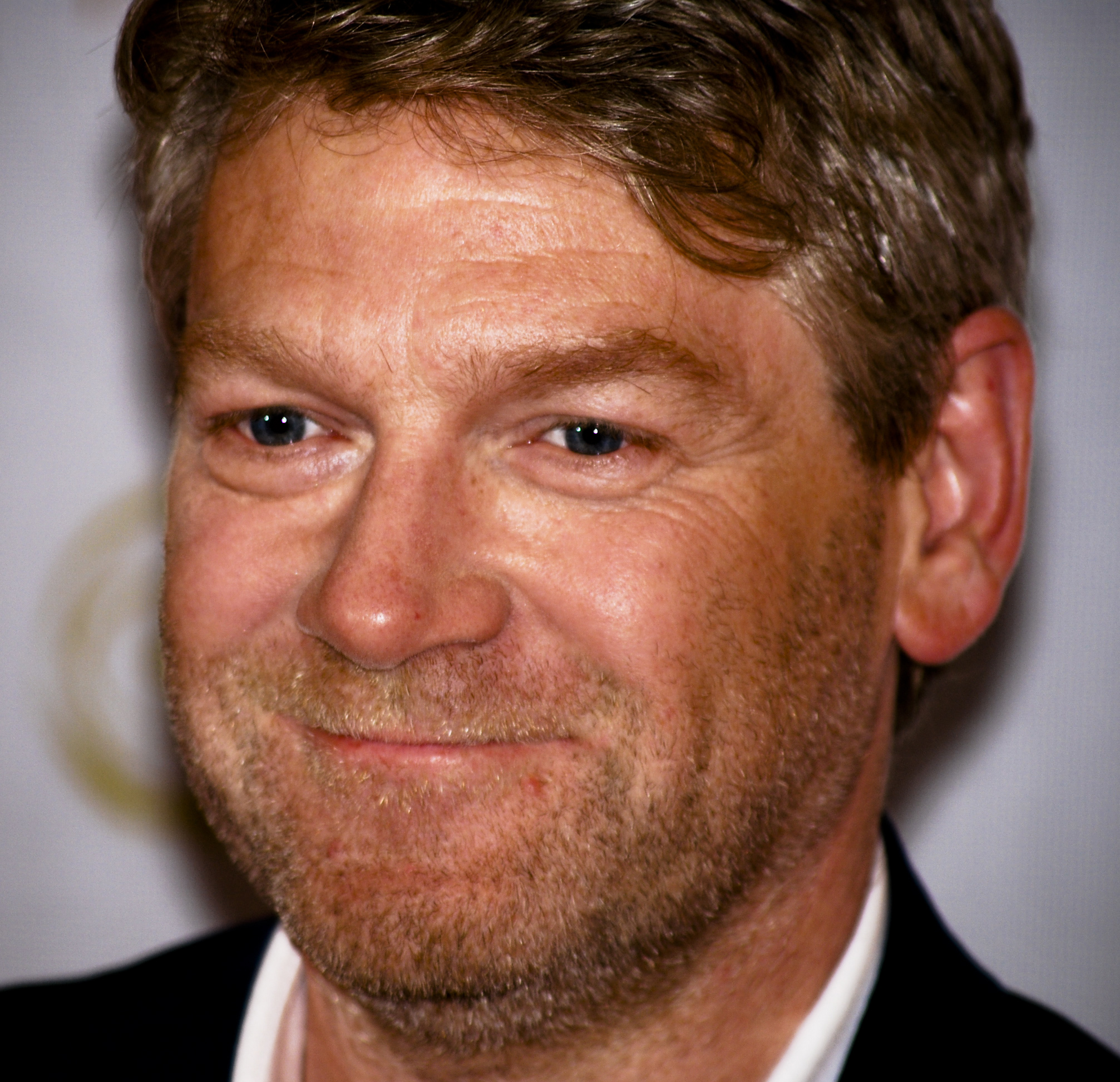
Kenneth Branagh

| Szereplő           | Eredeti hang    | Magyar hang    |
| ------------------ | --------------- | -------------- |
| Kurt Wallander     | Kenneth Branagh | Lux Ádám       |
| Anne-Britt Hoglund | Sarah Smart     | Bertalan Ágnes |
| Lisa Holgersson    | Sadie Shimmin   | Kovács Nóra    |
| Nyberg             | Richard McCabe  | Kerekes József |
| Linda Wallander    | Jeany Spark     | Kiss Virág     |
| Povel Wallander    | David Warner    | Szersén Gyula  |
| Svedberg           | Tom Beard       | Juhász György  |
| Magnus Martinsson  | Tom Hiddleston  | Csőre Gábor    |

## Epizódok

### Első évad
| # | Címe angolul/ magyarul                 | Vetítés a BBC-n/ Magyarországon     | Eredeti mű                | Író                                            | Rendező          |
| --- | -------------------------------------- | ----------------------------------- | ------------------------- | ---------------------------------------------- | ---------------- |
| 1 | Sidetracked Rossz nyomon               | 2008. november 30. 2011. június 11. | Hamis nyomon              | Richard Cottan Henning Mankell                 | Philip Martin    |
| Egy ismeretlen 15 éves lány a megrendült Wallander szeme láttára gyújtja fel magát a lucernásban. Nem sokkal később egy volt igazságügyi minisztert saját tengerparti háza előtt vágnak fejbe és skalpolnak meg, majd egy neves műkereskedőt, egy erőszakos orgazdát és egy szélhámost ölnek meg hasonló módon. A férfiak között gyomorforgató kapocs van: fiatal lányokkal erőszakoskodó orgiákon vettek részt, amiket az erkölcsrendészet azóta nyugdíjas vezetője fedezett. |                                        |                                     |                           |                                                |                  |
| 2 | Firewall Tűzfal                        | 2008. december 7. 2011. június 12.  | Tűzfal                    | Richard McBrien Richard Cottan Henning Mankell | Niall MacCormick |
| Két fiatal lány hidegvérrel meggyilkol egy taxisofőrt. Mint kiderül, egyiküket pár évvel ezelőtt megerőszakolta az áldozat fia. A tettétől cseppet sem megrendült lány egy áramszünetet kihasználva megszökik a rendőrségi fogdából, ám hamarosan megtalálják a holttestét, csakúgy mint a barátjáét, s egy informatikus férfiét. A négy esetet egy titokzatos összeesküvés köti össze, miközben Wallander randizni kezd egy szimpatikus nővel.                                |                                        |                                     |                           |                                                |                  |
| 3 | One Step Behind Egy lépéssel lemaradva | 2008. december 14. 2011. június 13. | Szent Iván-éji gyilkosság | Richard Cottan Henning Mankell                 | Philip Martin    |
| |                                        |                                     |                           |                                                |                  |

### Második évad
| # | Címe angolul/ magyarul                | Vetítés a BBC-n/ Magyarországon      | Eredeti mű              | Író                                         | Rendező          |
| - | ------------------------------------- | ------------------------------------ | ----------------------- | ------------------------------------------- | ---------------- |
| 1 | Faceless Killers Arcnélküli gyilkosok | 2010. január 3. 2011. szeptember 20. | A gyilkosnak nincs arca | Richard Cottan Henning Mankell              | Hettie Macdonald |
|   |                                       |                                      |                         |                                             |                  |
| 2 | The Man Who Smiled A mosolygó gyilkos | 2010. január 10. 2011. szeptember    | A férfi, aki mosolygott | Simon Donald Richard Cottan Henning Mankell | Andy Wilson      |
|   |                                       |                                      |                         |                                             |                  |
| 3 | The Fifth Woman Az ötödik nő          | 2010. január 17. 2011. szeptember    | Az ötödik asszony       | Richard Cottan Henning Mankell              | Aisling Walsh    |
|   |                                       |                                      |                         |                                             |                  |

### Harmadik évad
| # | Címe angolul/ magyarul           | Vetítés a BBC-n/ Magyarországon     | Eredeti mű  | Író           | Rendező         |
| - | -------------------------------- | ----------------------------------- | ----------- | ------------- | --------------- |
| 1 | An Event in Autumn Egy új kezdet | 2012. július 8. 2012. december 24.  |             | Peter Harness | Toby Haynes     |
|   |                                  |                                     |             |               |                 |
| 2 | The Dogs of Riga Beépülve        | 2012. július 15. 2012. december 25. | Riga kutyái | Peter Harness | Esther Campbell |
|   |                                  |                                     |             |               |                 |
| 3 | Before the Frost Vezeklés        | 2012. július 22. 2012. december 26. |             | Peter Harness | Charles Martin  |
|   |                                  |                                     |             |               |                 |

## Díjak, jelölések
BAFTA-díj: 2008-ban elnyerte a legjobb drámai sorozat és a legjobb operatőr díját, 2009-ben többek között a legjobb operatőr és a legjobb férfiszínész kategóriában győzött. Kenneth Branagh-t jelölték továbbá Emmy-díjra 2009-ben és Golden Globe-díjra 2010-ben.